# Flavino Ríos Alvarado
Flavino Ríos Alvarado (Minatitlán, 22 dicembre 1950) è un avvocato e politico messicano, membro del Partito Rivoluzionario Istituzionale (PRI). Dal 12 ottobre al 30 novembre 2016 è stato governatore ad interim dello stato di Veracruz in sostituzione di Javier Duarte de Ochoa.

## Biografia
Nato a Minatitlán, nel Veracruz, Flavino si laurea in giurisprudenza presso l'Università di Veracruz. Consegue poi un master sempre in giurisprudenza all'Università nazionale autonoma del Messico. Successivamente diviene professore di diritto presso quest'ultima università.

### Carriera politica
Diventato notaio di professione, entra in politica nel Partito Rivoluzionario Istituzionale, occupando cariche minori all'interno della segreteria dell'istruzione pubblica messicana.
Nel 1998 viene eletto deputato locale del Veracruz rappresentando il ventottesimo distretto. Rimane in carica fino al 2000. Dieci anni dopo viene nuovamente eletto per un secondo mandato, incarico che assume fino al 2013.
Nell'ottobre 2016 viene nominato governatore dello stato sostituendo Javier Duarte de Ochoa. Rimane governatore fino al 30 novembre seguente.
Nel marzo 2017 viene arrestato con l'accusa di aver collaborato alla fuga del governatore precedente, Javier Duarte de Ochoa.